# Centre national de la fonction publique territoriale
 (avril 2022).
Le Centre national de la fonction publique territoriale (CNFPT) est un établissement public français paritaire et déconcentré qui accompagne les collectivités territoriales et leurs agents dans leur mission de service public. Il conçoit et dispense la formation de tous les agents de la fonction publique territoriale, organise les concours et les examens professionnels de catégorie A+ et assure l'observation et l'anticipation de l'évolution des métiers territoriaux.

## Historique
La loi n°72662 du 13 juillet 1972 institue le Centre de formation des personnels communaux (CFPC).
L’article 14 de la loi no 84-53 duc 26 janvier 1984 portant dispositions statutaires relatives à la fonction publique territoriale avait établi le principe d'une gestion de ces fonctionnaires par des centres de gestion établis à trois échelons différents :
- un centre national pour les quelques agents d'encadrement supérieur (A+) à recrutement national ;
- des centres régionaux pour les autres agents de catégorie A et ceux de catégorie B ;
- des centres départementaux pour les agents de catégories C et, à l'époque, D[1],[2].

La loi no 84-594 loi du 12 juillet 1984 relative à la formation des agents de la fonction publique territoriale et complétant la loi no 84-53 du 26 janvier 1984 prévoit en outre la création d'un centre national de formation de la fonction publique territoriale ainsi que de centres régionaux de formation.
Finalement, alors que les différents centres prévus par la loi n'avaient pas été constitués, le gouvernement de cohabitation fait voter en 1987 une nouvelle loi (loi no 87-529 du 13 juillet 1987 modifiant les dispositions relatives à la fonction publique territoriale) qui abandonne l'idée de deux établissements publics nationaux distincts au profit d'un unique Centre national de la fonction publique territoriale. Les centres régionaux sont également abandonnés : les missions de formation sont transférées à des délégations du CNFPT, dépourvues de personnalité morale.
Une réforme intervenue en application de la loi no 2007-209 du 19 février 2007 a transféré aux centres de gestion certaines missions autrefois confiées au CNFPT (notamment l'organisation des concours des catégories A, B et C) afin de mieux distinguer les missions de formation de celles de gestion de la fonction publique territoriale.

## Organisation

### Organes et services nationaux
Le Centre national de la fonction publique territoriale est régi par le décret no 87-811 du 5 octobre 1987 modifié.
Il est administré par un conseil d'administration composé de 34 membres, 17 représentants des collectivités territoriales (12 pour les communes, 3 pour les départements et 2 pour les régions) et 17 représentants des agents désignés par les organisations syndicales représentatives. Les sièges de ces représentants sont répartis proportionnellement d'après les résultats des élections professionnelles aux comités sociaux territoriaux des collectivités territoriales et de leurs établissements publics.
Le président du CNFPT est élu par le conseil d'administration parmi les élus locaux. Il s'agit actuellement de Yohann Nédélec, adjoint au maire de Brest, élu le 17 avril 2024 et qui a succédé à François Deluga, élu le 15 avril 2009 puis réélu le 28 janvier 2015 et le 26 mai 2021. Le président est assisté de deux vice-présidentes : pour le collège des représentants des collectivités territoriales, Marie-Claude Jarrot, maire de Montceau-les-Mines, et pour le collège des représentants des personnels, Marie Mennella, représentante Interco-CFDT.
La directrice générale de l'établissement public est France Burgy, en fonction depuis janvier 2019.
Le conseil national d'orientation (CNO) est une instance consultative, placée auprès du conseil d'administration du CNFPT. La mission du CNO est d'examiner les orientations relatives à la formation et de conseiller et d'assister le conseil d'administration dans ce domaine. Il est composé de 10 représentants des collectivités territoriales, 10 représentants des organisations syndicales et 5 personnalités ayant compétence en matière de formation des adultes.

### Délégations
Dans les territoires, le CNFPT s'appuie sur un réseau de 13 délégations en métropole et outre-mer. Chaque délégation est placée sous l'autorité d'un délégué élu par les représentants des collectivités territoriales du ressort de la délégation.

## Finances
La cotisation représente plus de 90% des recettes totales de fonctionnement au compte financier. Le CNFPT ne perçoit aucun financement de la part de l'État, ni pour son fonctionnement, ni pour ses investissements. La cotisation est acquittée par les employeurs territoriaux dénombrant au moins un emploi à temps complet inscrit à leur budget au premier janvier de l'année de recouvrement. 34 000 collectivités, sur les 49 200 que compte la France, contribuent ainsi effectivement au financement du CNFPT.